# Batalla de Gavinana
La Batalla de Gavinana es va lliurar el 3 d'agost de 1530, com a part del "Setge de Florència entre uns 3.500 mercenaris a sou dels Florentins comandats per Francesco Ferrucci i les forces imperials de Carles V del Sacre Imperi Romanogermànic, amb més de 9000 homes armats sota el comandament de diferents condottieri (Maramaldo, Alessandro Vitelli, Niccolò Bracciolini) tots ells sota les ordres de Filibert de Chalons, príncep d'Orange.
La batalla va ser la culminació d'un desesperat intent de trencar el setge per part de les tropes del fins llavors invicte Ferrucci. Tots dos van morir en la batalla dels comandants. La destrucció del contingent florentí va conduir pocs dies després a la capitulació de la República mitjançant el tractat de Florència i el retorn al poder dels Mèdici.
Es va fer cèlebre la mort de Francesco Ferrucci (ferit, capturat i desarmat) després de la batalla, a mans de Maramaldo, que volia venjar les moltes humiliacions patides durant el setge de Volterra. Tal va ser la ignomínia del "condottiero" amb aquest acte que el seu nom s'assenyala com insult encara avui dia. L'episodi, normalment posat en dubte pels historiadors, va ser però, narrat en moltes versions de l'època, entre elles la de Guicciardini.